# Oriol de Balanzó i Aguilar
Oriol de Balanzó i Aguilar (Mataró, 1979) és un guionista i comunicador català. És conegut per la seva participació en el programa La competència de RAC 1, dirigit per Òscar Andreu i Òscar Dalmau. També col·labora al programa Àrtic de Betevé. Juntament amb Guillamino, ha publicat el disc La pols i l'era, de recuperació de la música pop catalana de la dècada de 1960. És membre fundador del festival de cinema independent americà de Barcelona «Americana».
El 2023 es va saber que havia estat monitorat per la guàrdia civil durant el mes de setembre del 2019, just abans de la sentència del Procés. Tot arran de converses que mantenia amb investigats del cas, com ara l’activista Maria Àngels Gonyalons o l’empresari Ramir De Porrata-Dòria i Yagüe, en la causa del Tsunami Democràtic. Quan es va fer públic no constava com a investigat en les actuacions.